# Öresundsförbindelsens broar

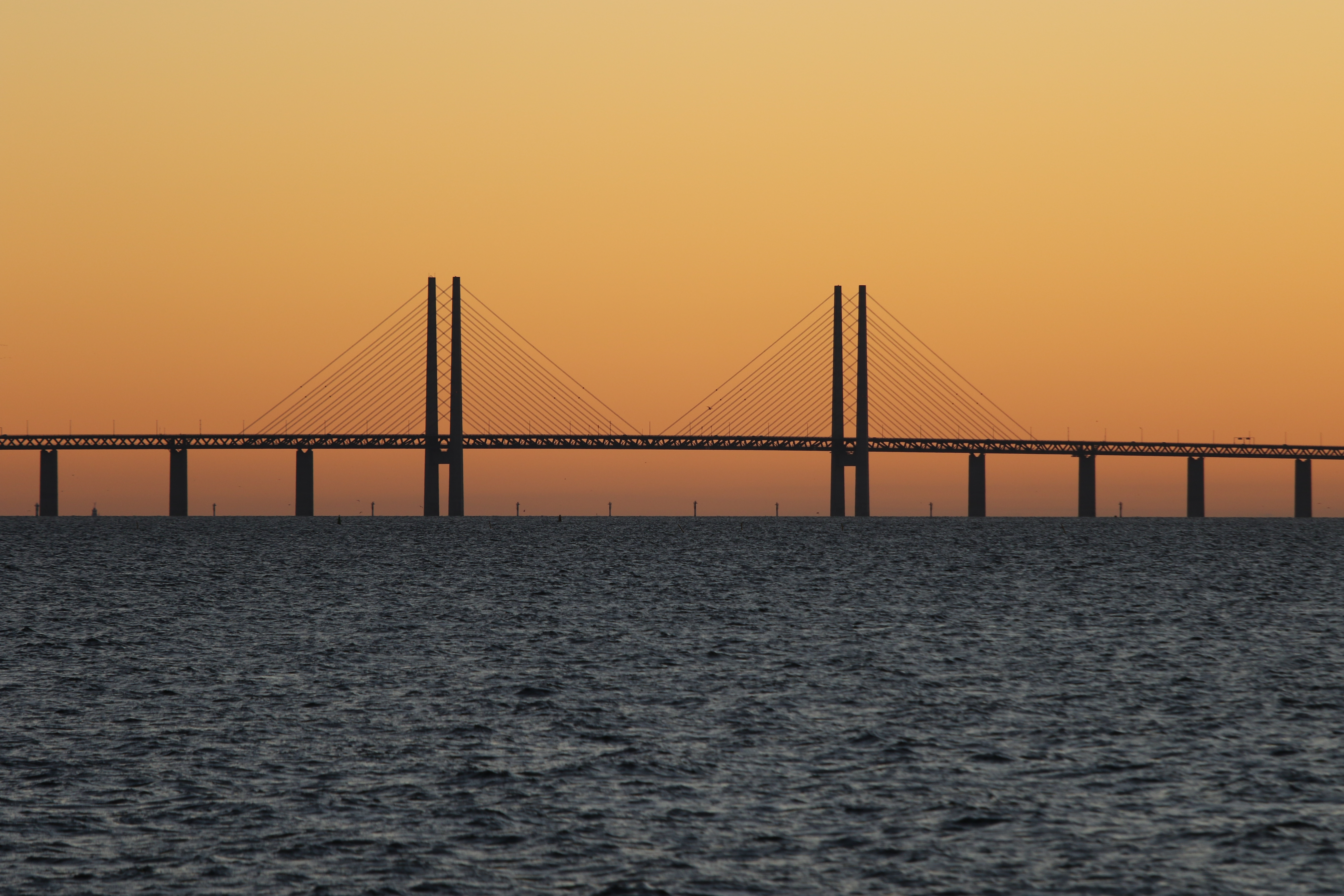
Öresundsbron

Öresundsförbindelsens broar sträcker sig från den konstgjorda ön Pepparholm söder om Saltholm till Lernacken söder om Limhamn. De består av en 1 092 meter lång snedkabelbro över farleden Flintrännan och lägre tillfartsbroar på ömse sidor. Den västra bron är 3 014 meter och den östra 3 739 meter. Broarna har två plan, det övre för motorväg och det undre för järnväg.

## Politiska beslut
Danmarks och Sveriges regeringar enades den 23 mars 1991 om att uppföra en kombinerad väg- och järnvägsförbindelse mellan Kastrup och Limhamn. Förbindelsen skulle utgöras av en sänktunnel från Kastrup till en konstgjord ö sydväst om Saltholm och sedan vidare som bro till Limhamn. Över farlederna Flintrännan och Trindelrännan skulle finnas högbroar med segelfri höjd om minst 50 respektive 32 meter. Segelfri bredd skulle vara minst 300 respektive 200 meter. Parterna var överens om att den slutliga utformningen kunde komma att justeras av miljömässiga, tekniska och ekonomiska skäl. Så blev också fallet. Den konstgjorda ön, Pepparholm, hamnade rakt söder om Saltholm och i stället för två högbroar blev det en större högbro över Flintrännan. Flintrännans sträckning försköts en kilometer österut. Länderna skapade var sitt bolag, A/S Øresundsforbindelsen och Svensk-danska broförbindelsen AB, Svedab AB, och dessa blev hälftenägare i det gemensamma Öresundsbrokonsortiet. Konsortiet fick ansvar för byggande och drift av förbindelsen.

## Designtävling och upphandling
Öresundsbrokonsortiet utlyste i slutet av 1992 en tävling om hur förbindelsen skulle utformas. Sex bidrag lämnades in, bland annat ett formgivet av Santiago Calatrava och ett annat av Norman Foster, men det blev två andra som valdes ut för vidare utveckling och upphandling. ASO Group med Georg Rotne som arkitekt föreslog att själva bron huvudsakligen gjordes av stål i två plan, med motorväg överst och tågtrafik underst. ØLC (Øresund Link Consultants) placerade i stället motorväg och järnväg i samma plan på en betongbro. Båda grupperna förespråkade en snedkabelbro över Flintrännan.
Upphandlingen av hela Öresundsförbindelsen delades upp i olika kontrakt, bland annat ett avtal för de två tillfartsbroarna och ett annat för högbron. Sundlink Contractors kunde i november 1995 teckna kontrakt med Öresundsbrokonsortiet att bygga såväl tillfartsbroarna som högbron enligt ASO Groups förslag, allt till en kostnad av 6,8 miljarder DKK (inklusive en viadukt på Pepparholm).
För utformning av sitt anbud hade Sundlink anlitat teknikkonsulterna COWI från Danmark och VBB från Sverige. Dessa fick nu i uppdrag att detaljutforma förslagen och att kontrollera det vidare arbetet.

## Kravspecifikation och konstruktion
Ägarna hade ställt höga krav på utförarna vad gällde säkerhet och miljö. Bland annat skulle broarna:
- tåla kollisioner från fartyg  och flygplan liksom jordbävningar (bropelarna skulle tåla krafter på 210 MN och brospannen 35 MN)
- klara snabba persontåg (200 km/h) och tunga godståg (max 120 km/h)[8]
- vägtrafik i 120 km/h
- tåla höga vindhastigheter (61 m/s)
- ha en livslängd på minst 100 år
- Vattenflödet genom Öresund skulle inte påverkas

Berggrunden under Öresund består av Köpenhamnskalksten av mycket varierad sammansättning. Före detaljutformningen av bron tog man därför många borrprov i området. Sundlink hade stor frihet att utforma detaljer och processer inom ägarnas kravspecifikation. Ändringar gjordes löpande men enbart på detaljnivå. En avgörande omständighet blev att man fick tillgång till världens största pontonkran, Svanen. Kranen byggdes 1991 för byggandet av Stora Bältbron och användes därefter när man byggde Confederation Bridge i Kanada. När man redan påbörjat detaljplaneringen av Öresundsbron, stod det klart att Svanen skulle kunna bli tillgänglig tidigare än beräknat, lagom till att Öresundsbrons brospann skulle sättas på plats. Svanens stora lyftkapacitet gjorde att längden på spannen kunde ökas från planerade 120 meter till 141 meter. Färre bropelare behövdes därmed vilket var gynnsamt för vattenflödet genom Öresund.
Sundlink anlitade många underleverantörer från olika länder med olika språk och kulturer. Eftersom länderna kunde ha olika terminologi och standarder beslöt man att använda sig av de då ganska oprövade europastandarderna för bärverksdimensionering, Eurokoderna. Sundlink inrättade också en egen anläggning i Norra hamnen i Malmö för betonggjutning, montering och logistik.

## Tillfartsbroarna

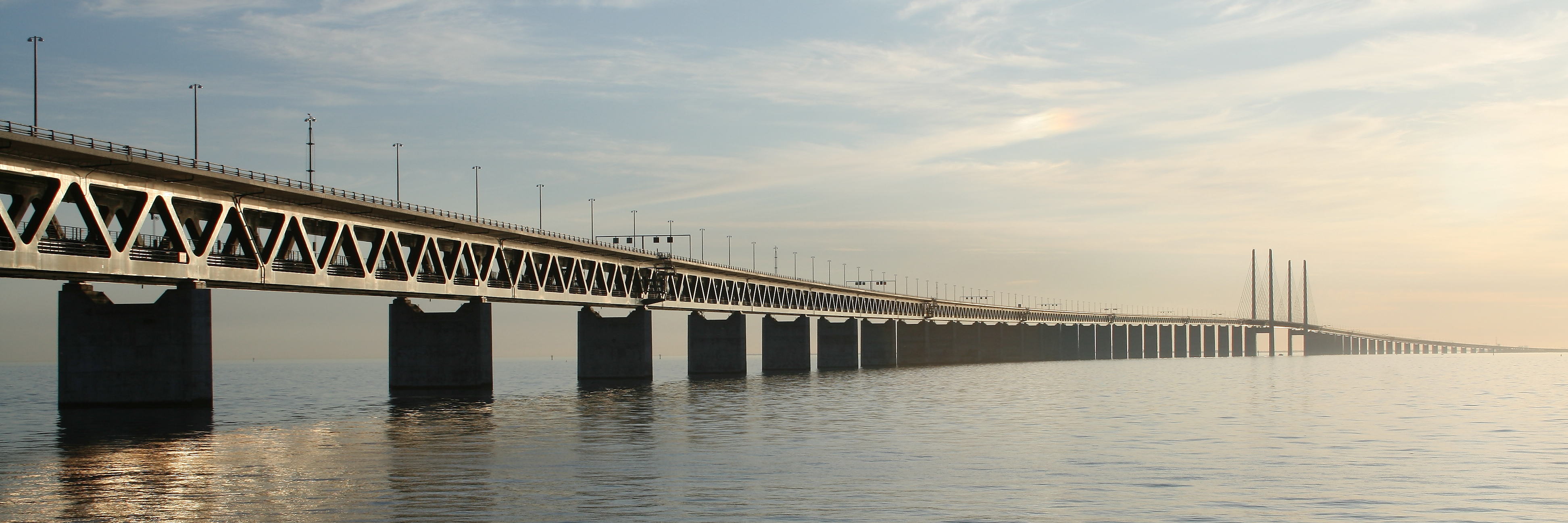
Öresundsbron sedd från den svenska sidan

Tillfartsbroarna är uppbyggda av 49 fackverksspann av stål som vilar på bropelare av betong. Stålspannen har en längd av 140,6 meter utom vid brofästena, där de är kortare, 120,3 m. De är tillverkade av Dragados Offshore i Puerto Real vid Cádiz i Spanien, ett av få företag i Europa med tillräcklig kapacitet. Stålplåtar från British Steel skars till och svetsades ihop till fackverksspannens olika beståndsdelar som sedan fogades samman till 120-141 m långa spann. Dessa försågs med en vägbana i armerad betong på det övre planet och ett betongdäck för järnvägen på det undre. De färdiga sektionerna bogserades på pråmar till Sundlinks anläggning i Norra hamnen. Här utrustades spannen med särskilda tråg av betong för järnvägsspåren, gångbroar längs med spåren mm. Trappor förbinder vägplan och järnvägsplan var 700:e meter. Under bron hänger en servicevagn.
Bropelarna är individuellt utformade med hänsyn till beräknad belastning, berggrundens nivå och så att bron successivt når upp till högbrons 57 m segelfri höjd. Pelarna vilar på betongkassuner som är fastgjorda i berggrunden. Högbrons pyloner, liksom tre pelare på vardera sidan om dem, omges av undervattensrev för att minska risken att större fartyg kolliderar med bron. Såväl kassuner som pelare tillverkades i Norra hamnen. Kassuner, bropelare och fackverksspann transporterades till sina platser i Öresund av pontonkranen Svanen. Brosektionerna svetsades samman men med jämna mellanrum lämnade man utrymme för stålets värmeexpansion.

## Högbron

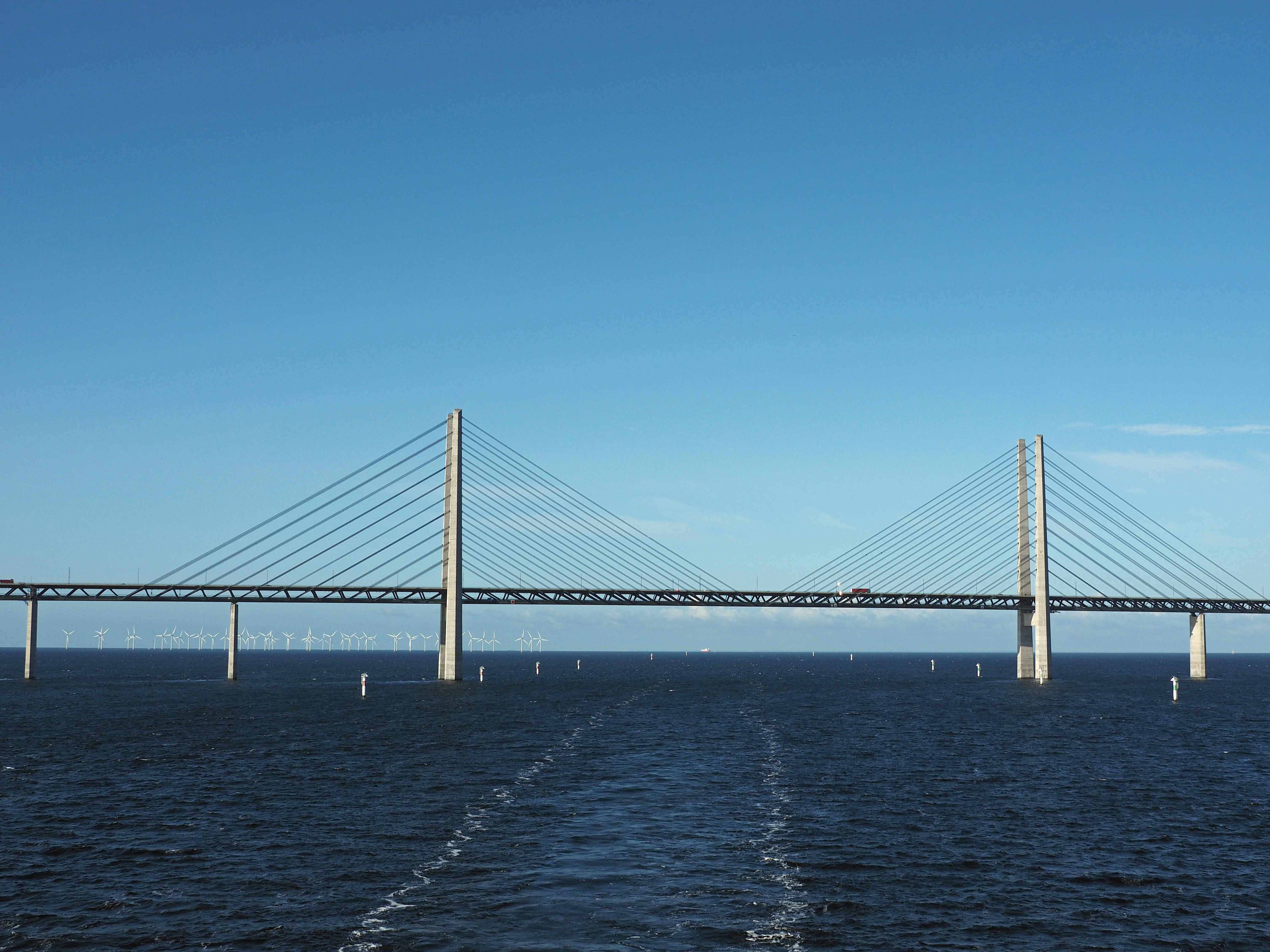
Snedkabelbron över Flintrännan

Högbron över Flintrännan är världens längsta snedkabelbro för både bil- och tågtrafik. Valet att bygga en snedkabelbro i stället för hängbro grundades bland annat på att en hängbro hade kunnat bli instabil om ett snabbtåg eller ett tungt godståg skulle göra en kraftig inbromsning på en sådan bro. Bron hänger i stålkablar fästa i 203,5 meter höga pyloner. Avståndet mellan pylonerna är 490 meter och totalt är högbron 1 092 meter lång. Den fria segelhöjden är 57 m.

### Pyloner
Pylonernas fundament utgörs av ihåliga betongkassuner som är förankrade i kalkstensbottnen. De tillverkades i Kockums torrdocka i Malmö och bogserades på plats. Där fylldes de med betong och ballast. Själva pylonerna göts med hjälp av utrustning som klättrade uppåt på de delar som redan var klara. På femtio meters höjd göts en tio meter hög och trettio meter bred tvärbalk av betong som band samman varje par av pyloner. Högre upp placerades genomgående stålelement för fäste av snedkablar.
Pylonerna smalnar av mot höjden (tvärsnitt längst ner 9,4 x 12,5 m, överst 4,7 x 6,25 m). De yttre sidorna är helt vertikala medan de som vetter inåt lutar svagt.

### Brospann i högbron
Det övre planet för biltrafik består av ett fackverk av stålbalkar som underlag för en vägbana av betong. Det undre planet utgörs av ett kontinuerligt järnvägsdäck, en tät låda av stål. De båda däcken hålls samman av stående fackverksbalkar. Var trettionde meter finns konsoler, ”utriggare”, för upphängning i pylonernas kablar.
Stålspannen byggdes av Karlskronavarvet med hjälp av ett flertal svenska och norska underleverantörer, bland andra Kockums i Malmö, norska EXCON, SSAB i Oxelösund och Knislinge Mekaniska Verkstad. I Norra hamnen i Malmö färdigutrustades spannen med vägbana av betong, järnvägsspår mm och kunde därefter transporteras på plats av Svanen.

### Snedkablar och förankring

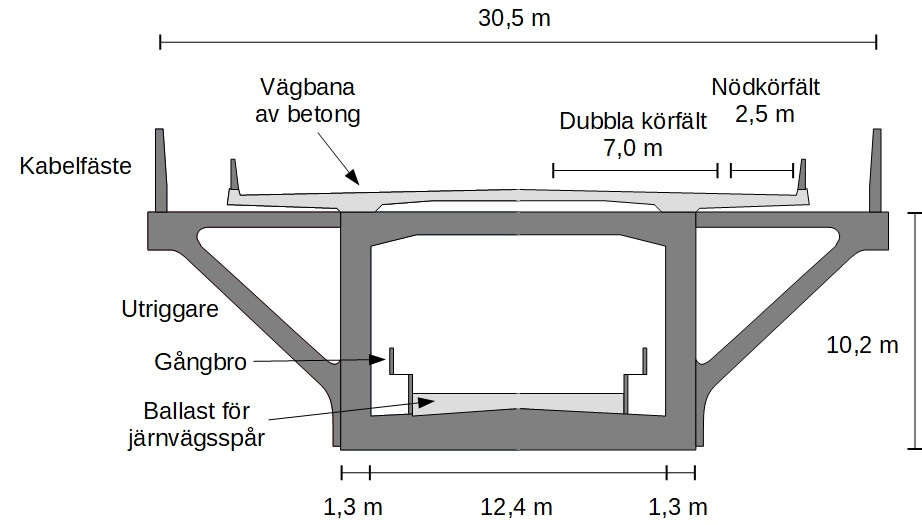
Tvärsnitt genom högbrons brospann
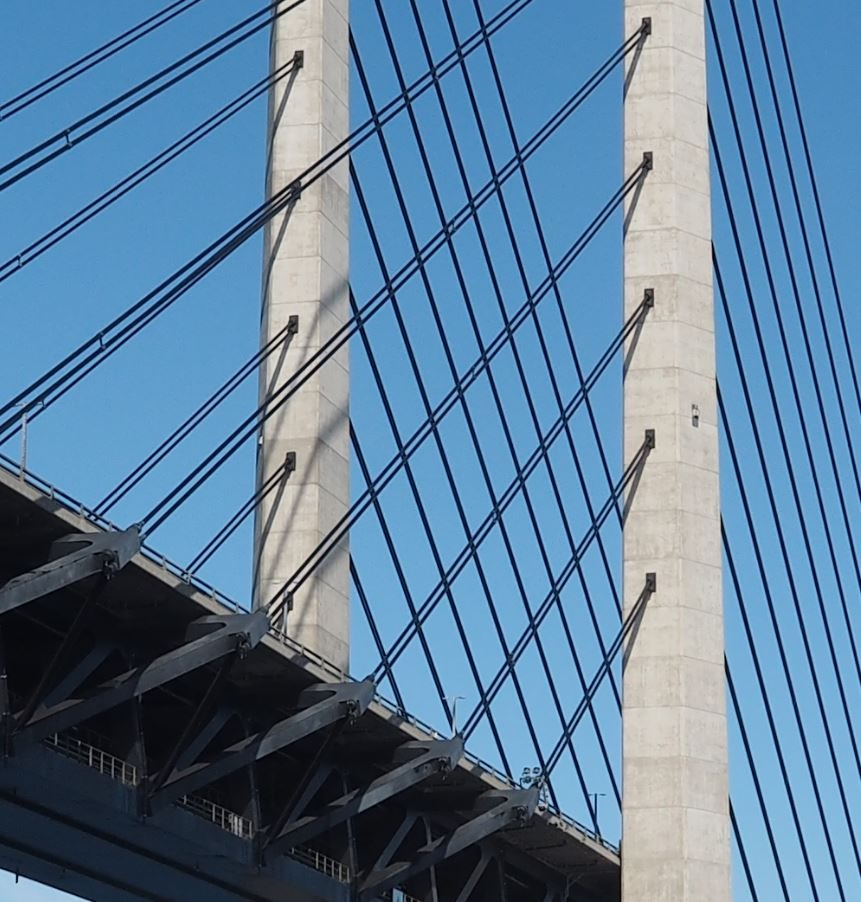
Utriggare, dubbla snedkablar och pyloner
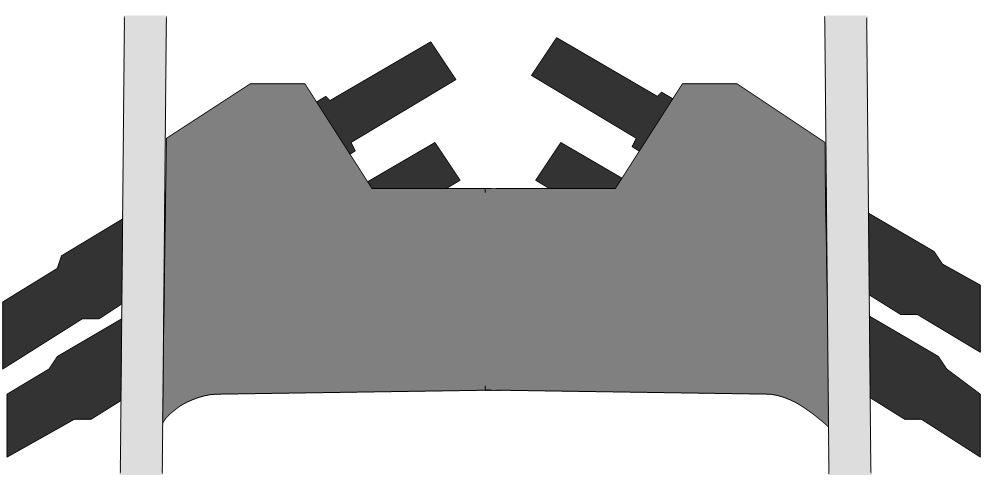
Stålelement i en pylon för fäste av kablar
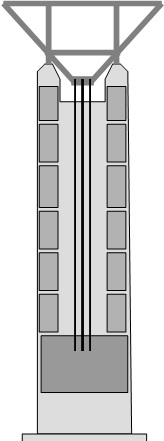
Förankningspelare till snedkablar

Brospannet mellan pylonerna är 490 m långt. Det hänger i snedkablar fästa i utriggarna, två kablar i varje. Kablarna går till de ingjutna stålelementen i pylonerna och kraften förs sedan vidare genom kablar ner till de yttre brospannens utriggare. De yttre spannen är förankrade med förspända kablar som löper ner genom bropelarna.

## Järnväg
De tåg som körs på Öresundsförbindelsen är anpassade både till dansk och svensk standard. På broarna används normalt dansk linjespänning, 25 kV med frekvensen 50 Hz, men man kan vid behov byta till svensk el med 15 kV resp 16 ⅔ Hz. Det finns normalt inget behov av att byta, tvärtom behöver lokförarna veta var övergången är. Man använder det svenska signalsystemet (ATC) med svenska optiska signaler på broarna och växlar till danskt ATC på västra delen av Pepparholm, 7 km in på danskt territorium vilket har motiverats med att det svenska systemet medger högre hastighet (200 km/h) och kostar mindre att installera.

## Estetiska överväganden
| ”             | En bro ska inte ha en överdrivet fin design. En bro ska uttrycka styrka. | „ |
| – Georg Rotne |                                                                          |   |

Kritik har riktats mot Öresundsbron för att den är alltför ”manlig”, rentav brutal. Pylonerna har liknats vid fallossymboler. Andra kritiker har beklagat att man inte vågat ta ut svängarna, att man satsat på beprövade lösningar. Den danske arkitekten Georg Rotne ville skapa en kraftfull bro. Han menade att detta med nödvändighet ledde till fler manliga än kvinnliga förtecken. Den råa betongen är uttryck för denna manliga styrka. Alla ståldetaljer är svartmålade. Pylonerna är belysta nattetid men inget annat av bron. Vissa detaljer i utformningen saknar rent teknisk eller ekonomisk motivering utan är tillkomna av estetiska skäl:
- Öresundsbrokonsortiet önskade en rak bro. Rotne ville däremot att bron skulle vara svagt s-formad. Kompromissen blev en c-formad bro. Krökningen (radie 12,8 resp 13,9 km för de två tillfartsbroarna) märks knappast för trafikanterna men är tydlig från land. Det finns erfarenheter från flera kilometer långa raksträckor på vägar för långdistanstrafik att de ökar risken för att förare ska somna.
- Tillfartsbroarna höjer sig successivt från landfästena upp mot högbron. Det hade varit ekonomiskt rationellt att låta broarna vara kvar på låg nivå en längre sträcka.
- Andra liknande broar brukar ha en eller flera högt placerade tvärbalkar mellan pylonerna. Detta kan få dem att likna gigantiska rugbymål, enligt Rotne. Öresundsbrons pyloner reser sig i stället fritt 150 meter uppåt från brospannet vilket har krävt extra armering.
- Pylonerna och högbrons bropelare (men inte lågbroarnas bropelare) har femkantiga tvärsnitt trots att rektangulära pyloner och pelare fungerat lika bra.

## Livslängd 100 år?
Bron konstruerades för att hålla minst 100 år, en vanlig tid för sådana här byggen. Pyloner och bropelare är byggda av armerad betong. För att undvika att armeringsjärnen rostar måste de skyddas från kontakt med saltvatten av tillräckligt tät och tjock betong. När bron stod klar 2000 framfördes farhågor om så inte blivit fallet, kunskapsläget hade förändrats under 1990-talet. Man pekade på Ölandsbron (öppnad 1972) som börjat rosta redan efter tio år och reparerades på 1990-talet för mer pengar än det hade kostat att bygga den. Man jämförde också med Stora Bältbron (öppnad 1998) där man använt tjockare betong. Öresundsbrokonsortiet tillbakavisade farhågorna och menade att betongkvalitet och tjocklek var tillräckliga. Dessutom är broarna förberedda för katodskydd mot korrosion. Denna debatt ägde rum 2000-2005 baserat på teoretiska resonemang, men verkar inte väckts senare eftersom problem inte setts.

## Övriga tekniska data

### Tillfartsbroarna
- Brospann av stål: 42 st 140,6 m. 7 st 120,3 m. Vikt/spann 6 500 ton (max)
- Bredd: vägbana 23,5 m, fackverkskonstruktion 15,0 m
- Västra brons lutning 1,55 %, östra bron 1,25 %
- Djup till havsbottnen 5-9 m. Djup till berggrunden 9-16 m
- Kassunernas bottenplattor: 18 x 20 (24 nära högbron) m

### Högbron
- Pyloner: nedre tvärsnitt 9,4 x 12,5 m, övre tvärsnitt 4,7 x 6,25 m. Betongvägg 300-1500 mm. Djup till berggrunden 17-18,5 m
- Kassunernas bottenplattor: 35 x 37,2 m, vikt 18 000 ton

### Mängd stål och betong mm
- Betong: 264 400 m³
- Armeringsjärn: 54 300 ton
- Fackverksstål: 66 250 ton
- Kablar: 2 150 ton

### Genomgående för alla avsnitt
- Niels J. Gimsing, red (2000). The Bridge. Copenhagen: Öresundsbro Konsortiet. Libris 8514988. ISBN 87-90020-54-5

### Övriga källor och noter
1. ↑  ”Sveriges internationella överenskommelser 1991:21”. https://www.regeringen.se/495f61/contentassets/ab49a291fdc3454bbba44710fa308c71/avtal-jamte-tillaggsprotokoll-med-danmark-om-en-fast-forbindelse-over-oresund-kopenhamn-den-23-mars-1991.pdf. Läst 7 december 2018.
2. 1 2 3  Hadenius, Patik (1999). ”Absolut bro”. Forskning & framsteg (1994:4). https://fof.se/tidning/1999/4/absolut-bro. Läst 7 december 2018.
3. 1 2  Gullbring, Leo (29 december 1994). ”Broförslag utan känsla av bro”. Sydsvenska Dagbladet.
4. ↑  Hultin, Olof (2000). ”Bro till himmelen?”. Arkitektur (2000:2):  sid. 4-15.
5. ↑  ASO Group bestod av Ove Arup & Partners (Storbritannien), SETEC (Frankrike), Gimsing & Madsen (Danmark) och ISC (Danmark). Arkitekt var Georg Rotne (Danmark).
6. ↑  Sundlink Contractors HB bestod av Skanska AB (Sverige, 37%), Hochtief AG (Tyskland, 26 %), Højgaard & Schultz A/S (Danmark, 18,5 %) och Monberg & Thorsen (Danmark, 18,5 %).
7. ↑  Hindersson, Per (1998). ”Brobitar på drift över Biscaya”. Byggindustrin (1998:29):  sid. 17-22.
8. 1 2 3   Den faste forbindelse over Øresund. København: Øresundkonsortiet. 1998. Libris 7453523. ISBN 91-630-7628-4
9. ↑  Dahlquist, Hans (1998). ”Bron växer på höjd och längd”. Ny teknik (1998:39):  sid. 14-15.
10. ↑  ”Eniro (sjökort)”. https://kartor.eniro.se/?c=55.574584,12.832514&z=17&l=nautical. Läst 7 december 2018.
11. ↑  Hellbratt, Sven-Erik; Lindahl, Bo ; Ottosson, jan (2016). Öresundsbrons högbrodel. Lyckeby: Varvshistoriska föreningen i Karlskrona. Libris 19942614. ISBN 978-91-639-2084-4
12. ↑  Lundquist, Yngve (8 januari 1995). ”Elegansen fick stryka på foten”. Sydsvenska Dagbladet.
13. ↑  Magnusson, Erik (28 februari 1996). ”Arkitekten slåss för sin brutala bro”. Sydsvenska Dagbladet.
14. ↑  Forsman, Björn (2000). ”När rostar Öresundsbron?”. Byggforskning (2000:6):  sid. 40-41.
15. ↑  Sonne, Lena (2004). ”Öresundsbron rostar sönder”. Inköp & logistik (2004:2):  sid. 30-31.
16. ↑  Vincentsen, Leif (2004). ”Öresundsbrons betongkonstruktionen beräknas hålla i minst 100 år”. Inköp & logistik (2004:5):  sid. 44.